# John Beresford (Fußballspieler, 1966)
John Beresford MBE (* 4. September 1966 in Sheffield) ist ein ehemaliger englischer Fußballspieler. Als linker Außenverteidiger, der auch im Mittelfeld eingesetzt werden konnte, war er vor allem in den 1990er-Jahren als Spieler von Newcastle United bekannt. Größter Erfolg war der Gewinn der Vizemeisterschaft im Jahr 1996.

## Sportlicher Werdegang
John Beresford, dessen gleichnamiger Vater bereits Profifußball für den FC Chesterfield und Notts County vor einer karrierebeendenden Knieverletzung gespielt hatte, kam selbst im Alter von elf Jahren zum Fußball. In seiner Heimat Sheffield war er zumeist im Mittelfeld unterwegs und schulte erst später auf den linken Außenverteidiger um. Die Jugendmannschaft mit dem Namen „Throstles“ machte sich schnell über die Stadtgrenzen hinweg einen guten Namen und war Geburtsstätte weiterer späterer Profis mit dem Torhüter Fraser Digby, dazu Tony Davies, Brian Smith und Ian Shaw. Mehrere prominente Vereine wollten Beresford verpflichten, darunter war er einige Zeit in der Jugend des FC Liverpool aktiv. Es zog ihn jedoch anschließend zu Manchester City, das zu dieser Zeit unter Trainer Malcolm Allison den Ruf besaß, über die beste Jugendarbeit in England zu verfügen. Der erhoffte sportliche Durchbruch blieb ihm jedoch in Manchester verwehrt; so wurde er frühzeitig freigestellt und Beresford versuchte im April 1986 sein Glück beim Zweitligisten FC Barnsley.
Für die „Tykes“ absolvierte Beresford genau 100 Pflichtspiele, bevor er noch vor Ende der Saison 1988/89 Ende März 1989 für eine Ablösesumme von 300.000 Pfund zum Ligakonkurrenten FC Portsmouth weiter zog – etwas überraschend, denn Barnsley spielte um den Erstligaaufstieg, während Portsmouth letztlich nur zwei Plätze über den Abstiegsplätzen rangierte. An der Südküste stabilisierte sich Beresford als Konstante auf der linken Seite. Vor allem die Leistungen in der Saison 1991/92 sorgten dafür, dass er in die „Zweitligamannschaft des Jahres“ (PFA Team of the Year) gewählt wurde. Weiteres Highlight war das Erreichen des 1992er Halbfinals im FA Cup gegen den FC Liverpool. Hier unterlag Portsmouth erst im Elfmeterschießen, wobei Beresford selbst mit seinem Versuch scheiterte. Dennoch hatte er sich in die Notizblöcke von prominenteren Klubs vorgearbeitet und so heuerte er zur Saison 1992/93 bei Newcastle United unter Trainer Kevin Keegan an.
Bei den ambitionierten „Magpies“ bestritt Beresford 42 von 46 möglichen Zweitligapartien in seinem ersten Jahr, stieg als Meister in die Premier League auf und wurde erneut in die „Zweitligamannschaft des Jahres“ berufen. In den folgenden Jahren entwickelte sich Newcastle United sukzessive zum Titelapiranten und scheiterte vor allem in der Saison 1995/96 als Vizemeister nur knapp hinter dem Seriensieger Manchester United. Hier wurden Berefords konstante Leistungen mit Berufungen in die englische Nationalmannschaft belohnt (zu einem A-Länderspiel kam es jedoch nie) und seine Flankenläufe und punktgenauen Hereingaben waren bei gegnerischen Defensiven gefürchtet. Die Spielzeit endete jedoch vorzeitig, nachdem er sich im April 1996 beim Spiel gegen Aston Villa öffentlich mit Keegan stritt und für den Rest der Saison den Platz an Robbie Elliott verlor. In der Folgezeit blieb Beresford Ergänzungsspieler in Newcastle, bevor er im Februar 1998 zum FC Southampton wechselte. Für den abgewanderten Elliott war zuvor Alessandro Pistone verpflichtet worden.
Southamptons Trainer Glenn Hoddle zahlte 1,5 Millionen Pfund für Beresford. Nach guten Leistungen in der Spätphase der Saison 1997/98 ereilte ihn aber nur wenige Minuten zu Beginn der anschließenden Spielzeit 1998/99 großes Pech gegen den FC Liverpool, als er sich das Kreuzband riss. Davon sollte er sich nie vollständig erholen und er ließ zumeist die Karriere im semiprofessionellen Bereich bis 2002 ausklingen.
Nach der aktiven Karriere begann er als Experte unter anderem für ESPN zu arbeiten. Aufgrund seiner Verdienste für den Kampf gegen Rassismus im Rahmen der Kampagne „Show Racism the Red Card“ wurde Beresford außerdem im Jahr 2017 mit dem Order of the British Empire als MBE ausgezeichnet.

## Titel/Auszeichnungen
- PFA Team of the Year (2): 1991/92, 1992/93 (jeweils 2. Liga)